# Hemidactylus triedrus
Hemidactylus triedrus là một loài thằn lằn trong họ Gekkonidae. Loài này được Daudin mô tả khoa học đầu tiên năm 1802.

## Hình ảnh

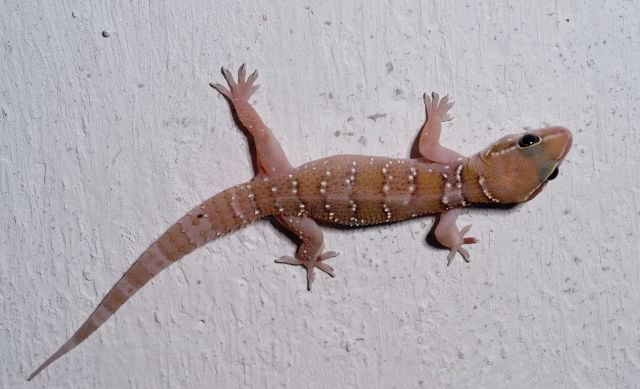